# National Television Awards
Los National Television Awards es una ceremonia de premios británica que galardona la excelencia en logros en televisión, emitido por la ITV red e iniciado en el año 1995. Los National Television Awards, es una de la ceremonia más importante de la televisión británica y los resultados son votados por el público en general. Debido a la forma en que los premios se deciden, a los ganadores no se les da el título de "mejor", sino "más popular". La primera ceremonia se celebró en agosto de 1995 y fue presentada por Eamonn Holmes. A partir de 1996 se celebra tradicionalmente cada año en octubre y presentada por Sir Trevor McDonald. Sin embargo, después de que ninguna ceremonia se llevara a cabo en el 2009, McDonald renunció al cargo, que pasó a Dermot O'Leary. La ceremonia de enero 2010 se celebró en el Millennium Dome.
Los espectadores pueden votar por la lista corta de candidatos a partir de una larga lista inicial preparada por ITV, y más tarde pueden también votar por mensaje de texto, por el sitio web y por el teléfono. La entrega de premios, celebrado en el Royal Albert Hall, (hasta el 2010 cuando se trasladó al Millennium Dome) se muestra en su totalidad por ITV. 
A diferencia de los premios BAFTA y otras ceremonias de premios similares, los Premios National Television Awards permiten a los programas extranjeros que sean nominados, siempre que hayan sido estrenados en un canal británico durante el período subvencionable. Por ejemplo, la serie americana Desperate Housewives fue nominada en el 2005 en la categoría de Drama más popular. 

## Ceremonias
| Año  | Ceremonia                                    | Notas |
| ---- | -------------------------------------------- | --- |
| 1995 | Primer National Television Awards            | La primera entrega de premios se celebró en el Centro de Conferencias de Wembley el 30 de agosto de 1995 y fue organizado por Eamonn Holmes. |
| 1996 | Segunda ceremonia National Television Awards | Se celebró en el Royal Albert Hall el 9 de octubre de 1996 y fue organizada por Trevor McDonald . |
| 1997 | Tercera ceremonia National Television Awards | La emisión de la tercera ceremonia de los Premios en ITV ganó 14,5 millones de espectadores. |
| 1998 | Cuarta ceremonia National Television Awards  | La cuarta ceremonia de los Premios se celebró en el Royal Albert Hall el 27 de octubre de 1998. La difusión en ITV fue visto por 10,9 millones de espectadores. |
| 1999 | Quinta ceremonia National Television Awards  | La quinta entrega de los premios se celebró en el Royal Albert Hall el 26 de octubre de 1999. Más de 500.000 votos fueron emitidos, y la difusión en ITV fue visto por 11.650.000 espectadores. |
| 2000 | Sexta ceremonia National Television Awards   | La sexta entrega de los premios se celebró en el Royal Albert Hall el 10 de octubre de 2000. La difusión en ITV fue visto por 12.050.000 espectadores |
| 2001 | 7th National Television Awards               | La séptima entrega de los premios se celebró en el Royal Albert Hall el 23 de octubre de 2001. La difusión en ITV1 fue visto por 9.350.000 espectadores |
| 2002 | 8th National Television Awards               | La octava ceremonia de los Premios se celebró en el Royal Albert Hall el 15 de octubre de 2002. La difusión en ITV1 fue visto por 8.540.000 espectadores. |
| 2003 | 9th National Television Awards               | La novena ceremonia de premios se celebró en el Royal Albert Hall el 28 de octubre de 2003. La difusión en ITV1 fue visto por 7.990.000 espectadores. |
| 2004 | 10th National Television Awards              | La décima ceremonia de los Premios se celebró en el Royal Albert Hall el 26 de octubre de 2004. La difusión en ITV1 fue visto por 6.190.000 espectadores |
| 2005 | 11th National Television Awards              | La ceremonia de premios undécima se celebró en el Royal Albert Hall el 25 de octubre de 2005. La difusión en ITV1 fue visto por 7.520.000 espectadores. |
| 2006 | 12th National Television Awards              | La ceremonia XII Premios se celebró en el Royal Albert Hall el 31 de octubre de 2006. La difusión en ITV1 fue visto por 7.010.000 espectadores. |
| 2007 | 13th National Television Awards              | La ceremonia de los Premios Nacional de Televisión XIII tuvo lugar en el Royal Albert Hall el 31 de octubre de 2007. La difusión en ITV1 fue visto por 7.060.000 espectadores. |
| 2008 | 14th National Television Awards              | La ceremonia XIV se celebró en el Royal Albert Hall el 29 de octubre de 2008. Fue el último en ser presentado por Sir Trevor McDonald, y la transmisión en ITV1 fue visto por 5.520.000 espectadores. La ceremonia vio a David Tennant recibir el premio de rendimiento excepcional por videoconferencia, y anunciar que dejaría Doctor Who en 2010. |
| 2010 | 15th National Television Awards              | La decimoquinta ceremonia de los Premios se celebró en The O2 Arena el 20 de enero de 2010, y fue la primera que se celebrará con Dermot O'Leary. |
| 2011 | 16th National Television Awards              | La ceremonia XVI Premios de Televisión Nacional se celebró en The O2 Arena el 26 de enero de 2011, organizada por Dermot O'Leary. Ant & Dec won best entertainment presenters for the tenth year in a row. |
| 2012 | 17th National Television Awards              | La ceremonia XVII Premios Televisión Nacional se celebró en O2, el 25 de enero de 2012, organizada por Dermot O'Leary. |
| 2013 | 18th National Television Awards              | La ceremonia XVIII Premios Televisión Nacional se celebró en O2, el 25 de enero de 2013, organizada por Dermot O'Leary. |